# 목숨 걸고 왔수다
"목숨 걸고 왔수다"는 1971년 공개된 대한민국의 영화이다.

## 배역
- 김희라
- 허장강